# Liste der Naturdenkmale in Höxter
Die Liste der Naturdenkmale in Höxter nennt die Naturdenkmale in der Stadt Höxter im Kreis Höxter in Nordrhein-Westfalen.

## Naturdenkmale
| Nummer | Bezeichnung                              | Gemarkung   | Flurstück | Lage | Bemerkung                                                                    | Bild |
| ------ | ---------------------------------------- | ----------- | --------- | --- | ---------------------------------------------------------------------------- | ---- |
| 1      | Mauer mit Schuppenfarn                   | Albaxen     | 16;1651   | Östliche Begrenzungsmauer der alten B 64 gegenüber der Einfahrt Schwalenberger Straße. 51° 49′ 11,1″ N, 9° 24′ 0,5″ O |                                                                              |      |
| 2      | 1 Sommerlinde                            | Fürstenau   | 5;235     | Weg zur Meinte am Ortsausgang Richtung Niese. 51° 50′ 3,6″ N, 9° 19′ 0,2″ O                                           |                                                                              |      |
| 3      | 1 Stieleiche                             | Ovenhausen  | 5;443     | Vor dem Forsthaus |                                                                              |      |
| 4      | Geologischer Aufschluss                  | Bödexen     | 13;247    | Am Westhang des Rattenberges. 51° 50′ 11,9″ N, 9° 20′ 30,3″ O                                                         |                                                                              |      |
| 5      | 1 Stieleiche                             | Stahle      | 9;1262    | An der Kapelle am Ortsausgang nach Albaxen. 51° 49′ 54,7″ N, 9° 25′ 37,1″ O                                           |                                                                              |      |
| 6      | 1 Sommerlinde                            | Bosseborn   | 2;60      | An der Kapelle am Ortsausgang nach Höxter. 51° 45′ 10,1″ N, 9° 18′ 45,9″ O                                            |                                                                              |      |
| 27     | Quellteich                               | Fürstenau   | 11;59     | Südlich der Straße Fürstenau – Hohehaus am Weg nach Bremerberg. 51° 49′ 20,2″ N, 9° 17′ 41,3″ O                       |                                                                              |      |
| 28     | Teich mit Röhricht und Sumpf             | Fürstenau   | 7;106     | „Ziegeleikamp“ südöstlich Fürstenau. 51° 49′ 30″ N, 9° 19′ 56,1″ O                                                    |                                                                              |      |
| 29     | Bachschwinde                             | Ovenhausen  | 3;11      | Südhang des Heineholzberges. 51° 48′ 10,8″ N, 9° 17′ 56,4″ O                                                          |                                                                              |      |
| 30     | Erdfall                                  | Ovenhausen  | 3;11      | Südhang des Heineholzberges. 51° 47′ 56,4″ N, 9° 17′ 27,2″ O                                                          |                                                                              |      |
| 31     | Tümpel „Laupohl“                         | Bosseborn   | 1;14      | Nordöstlich Bosseborn am Prozessionsweg zum Heiligenberg. 51° 45′ 37,3″ N, 9° 19′ 1,9″ O                              |                                                                              |      |
| 32     | Quellteich                               | Bosseborn   | 8;102     | 1 km nordwestlich Bosseborn an der Straße nach Ovenhausen. 51° 45′ 23,4″ N, 9° 17′ 20,1″ O                            |                                                                              |      |
| 33     | Kaukasische Eiche                        | Bruchhausen | 7;319/1   | Zwischen Teich und Allee im Schlosspark. 51° 42′ 23″ N, 9° 17′ 8,9″ O                                                 |                                                                              |      |
| 72     | Schwarzkiefer                            | Höxter      |           | Garten des Felsenkellers. 51° 45′ 58,3″ N, 9° 22′ 36,8″ O                                                             |                                                                              |      |
| 73     | Hainbuche                                | Godelheim   |           | Nordostecke des Parkes Maygadessen. 51° 44′ 11,9″ N, 9° 21′ 5″ O                                                      | Naturdenkmalstatus soll aufgehoben werden wegen Befalls mit Brandkrustenpilz |      |
| 74     | Stechpalme                               | Bödexen     |           | 1 km nordnordwestlich des Forsthauses Bröken. 51° 51′ 21,6″ N, 9° 21′ 7,2″ O                                          |                                                                              |      |
| 75     | Hemlocktanne                             | Bödexen     |           | am Forsthaus Twier. 51° 50′ 18,1″ N, 9° 24′ 24,7″ O                                                                   |                                                                              |      |
| 80     | Linde                                    | Stahle      |           | Westlich von Stahle auf einer Grünlandfläche in der kl. Masch. 51° 50′ 10,1″ N, 9° 25′ 54,7″ O                        |                                                                              |      |
| 111    | Hohlweg am Weintalsweg                   | Stahle      |           | Nordöstlich von Stahle. 51° 50′ 7,1″ N, 9° 26′ 10″ O                                                                  |                                                                              |      |
| 112    | Weserprallhang am Fuß des Kiekensteins   | Stahle      |           | Nördlich von Stahle. 51° 50′ 33,7″ N, 9° 25′ 37,1″ O                                                                  |                                                                              |      |
| 113    | Buntsandstein Felswand „Am Felsenkeller“ | Höxter      |           | Südlicher Stadtrand von Höxter an der B 64. 51° 45′ 52,2″ N, 9° 22′ 36,3″ O                                           |                                                                              |      |